# Ulica Modrzejowska w Sosnowcu
Ulica Modrzejowska w Sosnowcu – deptak i główna ulica handlowa w ścisłym centrum Sosnowca. Rozciąga się od placu Stulecia do ulicy Stanisława Małachowskiego w rejonie Ronda Zagłębia Dąbrowskiego. Ruch samochodowy jest na tej ulicy bardzo znikomy, gdyż jeżdżą po niej jedynie samochody dostawcze z zaopatrzeniem i właściciele sklepów. Przeznaczona jest głównie dla pieszych.

## Historia
Nazwa ulicy pochodzi od historycznego traktu w kierunku Modrzejowa - jednej z dzielnic Sosnowca. W 1881 r. było tam tylko pustkowie porośnięte trawą. Pod koniec XIX wieku na ulicy Modrzejowskiej w Sosnowcu zaczęli osiedlać się Żydzi. Budowali oni kamienice. W tamtym czasie ulica stała się ważnym punktem handlowo-usługowym. Kiedyś znajdowała się tam Hala Towarzystwa Rozwój.
Dziś ulica Modrzejowska jest miejskim deptakiem, na którym znajduje się wiele sklepów m.in. z odzieżą, czy z żywnością. Jest tam też słynne w Sosnowcu kino Helios. W 2018 r. przeszła modernizację.